# Алебастр
Алеба́стр — мінерал, гідросульфат кальцію, різновид гіпсу.

## Загальний опис
М'який (легко дряпається нігтем) матеріал здебільшого білого кольору, що легко руйнується. Просвічує. Використовується в будівництві і для вирізьблювання скульптур, ваз, підсвічників, шахів, шкатулок для прикрас тощо. Його ще називають гіпсовим алебастром, аби відрізнити від кальцитового алебастру.
У літології алебастр (або єгипетський чи східний алебастр, мармуровий онікс) — це щільна мармуроподібна осадова хемогенна порода, сталагмітовий кальцит (карбонат кальцію). Кальцитовий алебастр складений мінералом гіпсом в результаті суцільної гідратації ангідриту CaSO4; він дещо твердіший за гіпсовий алебастр, проте таки легко дряпається, скажімо ножем. Алабастрони — пляшечки з кальцитового алебастру для зберігання пахощів — згадуються у Біблії (Мр 14:3 [Архівовано 19 січня 2019 у Wayback Machine.]; Лк 7:37).
Говорять теж про алебастр дзеркальний (алебастр з блискучою поверхнею) і алебастр змієвидний (ангідрит викривленої конкреційної форми).

## Походження назви
Дослідники погоджуються в тому, що назва «алебастр» проникла в багато мов з грецької через латину. Латинське слово «alabaster» походить від грецьких слів «ἀλάβαστρος» (алабастрос) і «ἀλάβαστος» (алабастос), якими називали пляшечки з алебастру.
Ці грецькі слова можуть походити від давньоєгипетського «a-labaste» («посудини Баст»), що пов'язане з єгипетською богинею Баст. Часто ця богиня зображалась у вигляді левиці. Нерідко фігурки левиці, себто Баст, прикрашали посудини для пахощів чи мазей, які виготовлялись з каменю, що й став називатись алебастром.
Згідно з іще однією версією, назва алебастру може походити від назви міста Алабастрон, що, за словами Плінія Старшого і Птолемея («Географія»), існувало у Давньому Єгипті. Вважається, що поблизу Алабастрона розташовувалась давня каменоломня Хатнуб, де й добували камінь алебастр. Кальцитовий алебастр, що видобувався в Єгипті, візуально нагадує мінерал — різновид гіпсу — з каменоломні поблизу Вольтерри, тож римляни могли запозичити назву і цей гіпс теж назвати алебастром.

## Алебастр в Україні
В Україні алебастр (точніше, алебастровий гіпсоліт) трапляється на Волині, Поділлі, Передкарпатті, Донбасі, Дніпровсько-Донецькій западині. Використовують у будівництві, медицині та для виготовлення виробів декоративно-ужиткового мистецтва. З огляду на розчинність у воді непридатний для зовнішнього оздоблення. У 1920-х в Галичині були алебастрові промисли з виготовлення великих (колони, плити та ніжки для столів, підставки для годинників) та точених (цукернички, флакони, вази, лампи тощо) виробів. Неподалік Журавного у води Дністра опускається гора Бакотин. На ній стоїть село Новошини, біля якого уже більш як півтисячі літ функціонує каменоломня, де видобувають алебастр — природний безводний гіпс. Запаси різнокольорового алебастру на Бакотині дуже значні. Сотні тисяч кубометрів високоякісної сировини для прикраси інтер'єрів лежать уздовж лівого берега Дністра від Комарна аж до кордону з Молдовою. Шкода, але інтерес до алебастрового промислу нині малий.